# Xiomara Alfaro
Pour les articles homonymes, voir Alfaro.
Xiomara Alfaro (née le 11 mai 1930 à La Havane, morte le 24 juin 2018 à Cape Coral) est une chanteuse cubaine.

## Biographie
Xiomara Alfaro a son propre style dans la chanson populaire cubaine, avec son répertoire de boléros et sa voix de soprano léger haut perchée.
Xiomara Alfaro débute dans des revues musicales dans les années 1950 et dans des spectacles de cabaret, elle se produit au Tropicana Club et donne de nombreux spectacles à l'étranger. Elle publie plus de 28 albums, certains avec la collaboration de Bebo Valdés et Ernesto Duarte Brito notamment. Elle est l'épouse du pianiste panaméen Rafael Benítez, qui est son arrangeur et chef d'orchestre collaborant à l'enregistrement de ses albums.
Elle apparaît dans les films italien Mambo, sorti en 1954, chilien El gran circo Chamorro, sorti en 1955, et mexicain Yambaó, sorti en 1957.
Elle quitte Cuba en 1960 pour se produire aux États-Unis et en Europe et ne retournera jamais à Cuba.

## Source de la traduction
- (es) Cet article est partiellement ou en totalité issu de l’article de Wikipédia en espagnol intitulé « Xiomara Alfaro » (voir la liste des auteurs).